# نيلوفر أبيض
نيلوفر أبيض أو زنبق الماء الأبيض أو حشيشة السمك (الاسم العلمي:Nymphaea alba) هو نوع من النباتات المائية المزهرة يتبع جنس النيلوفر من الفصيلة النيلوفرية. موطنها الأصلي هو شمال إفريقيا، والمجالات المعتدلة والاستوائية في آسيا، وأوروبا.

## معرض الصور

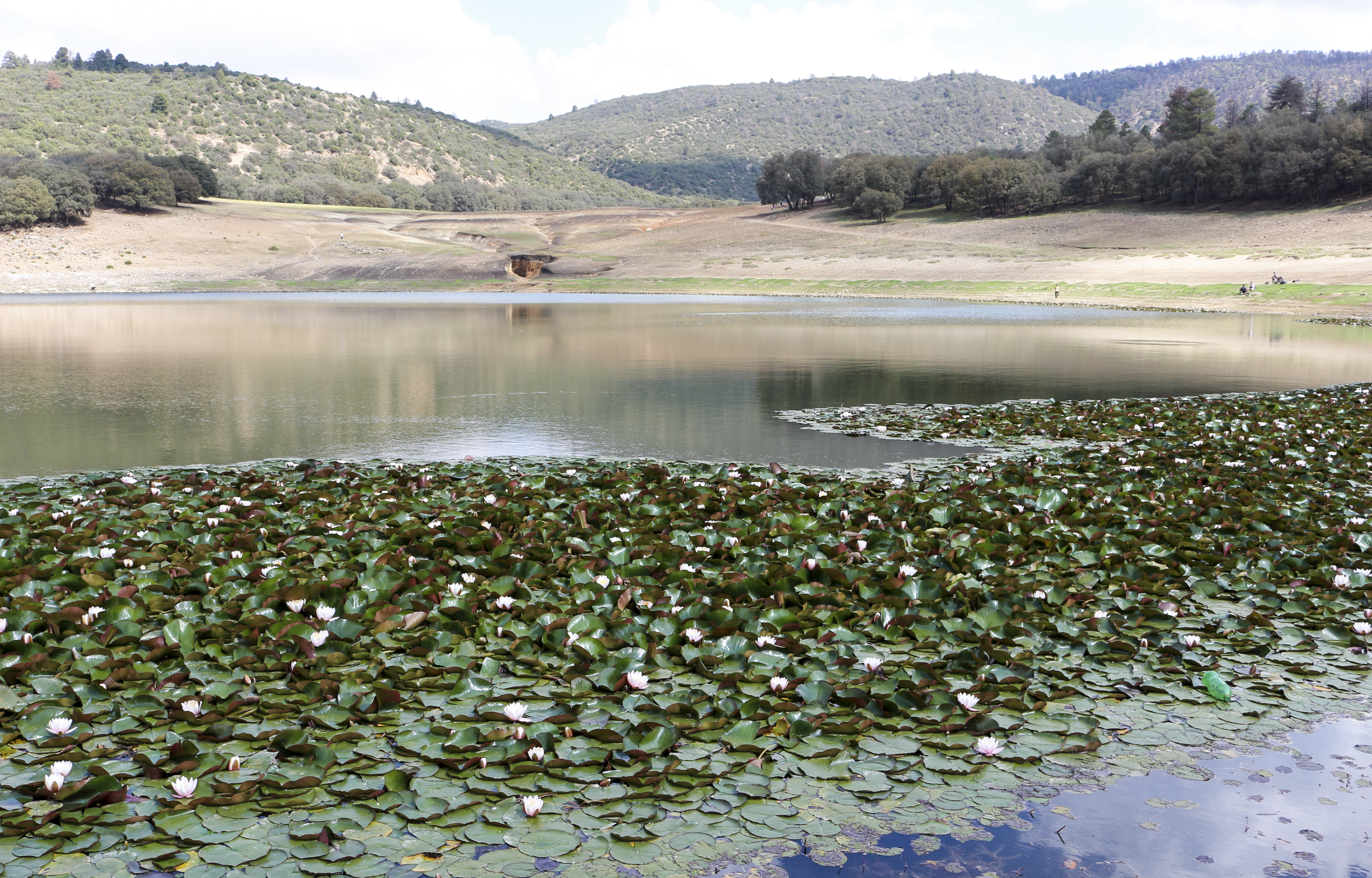
نيلوفر أبيض من بحيرة إيفر بالأطلس المتوسط
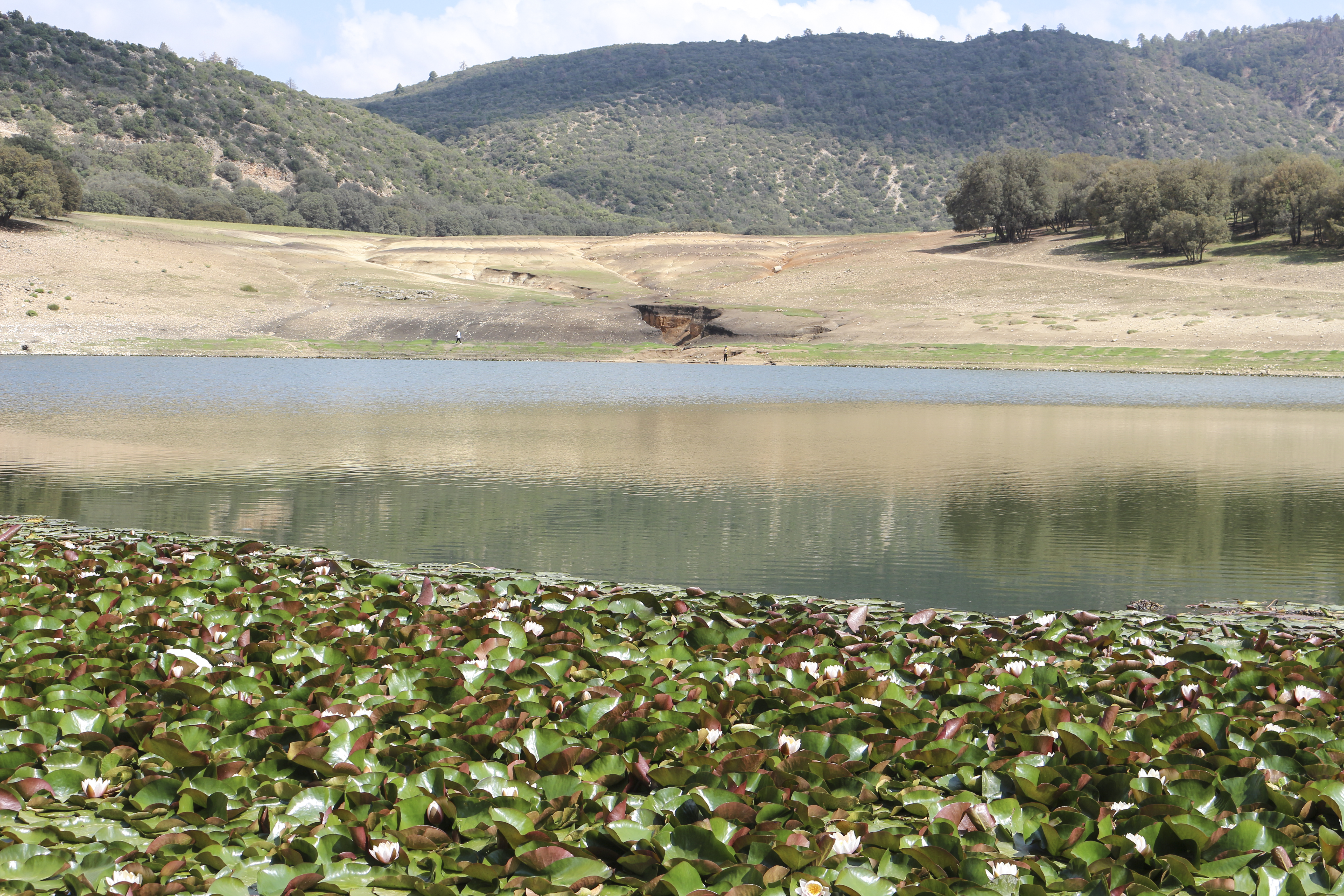
نيلوفر أبيض من بحيرة إيفر بالأطلس المتوسط
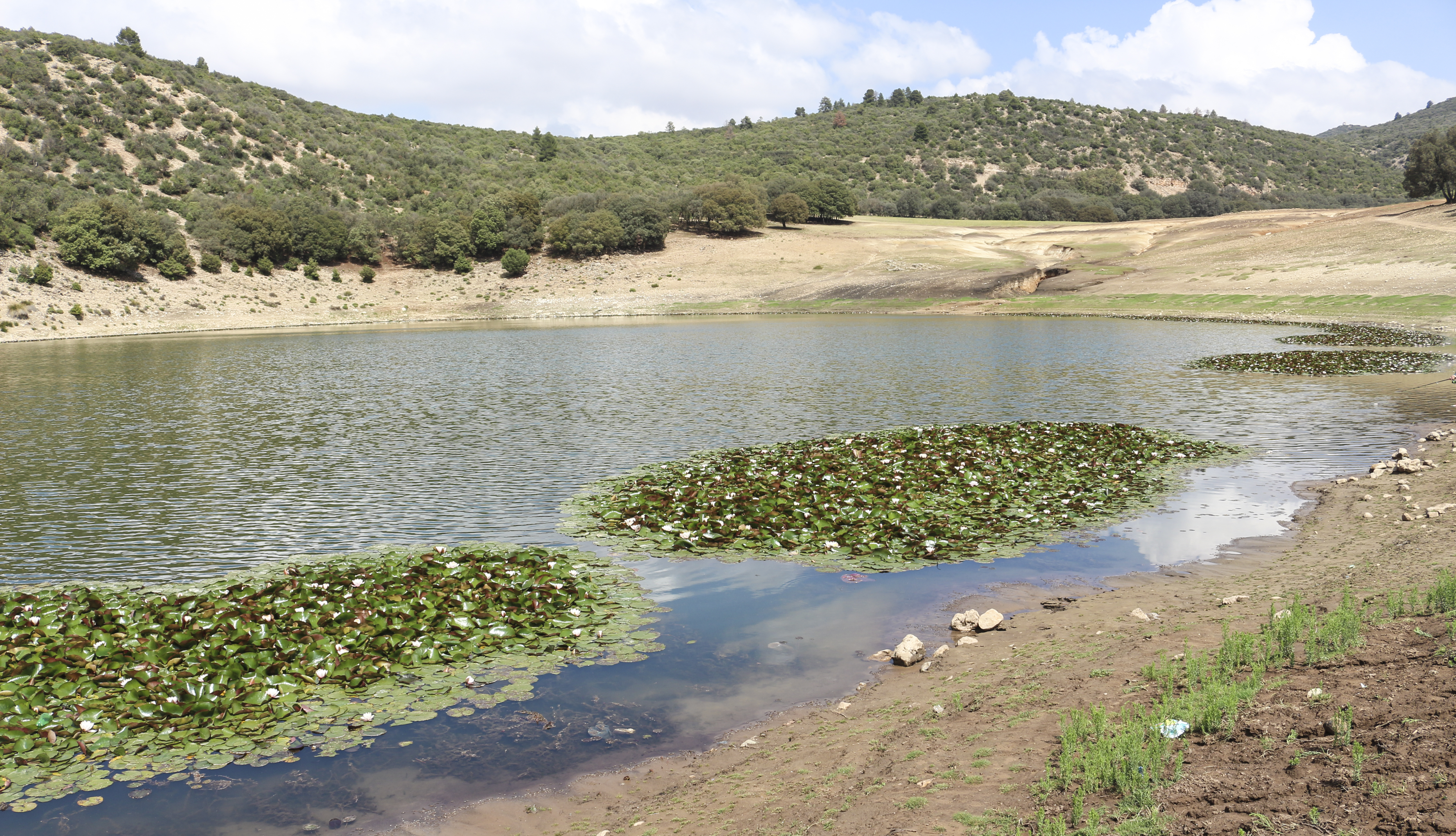
نيلوفر أبيض من بحيرة إيفر بالأطلس المتوسط
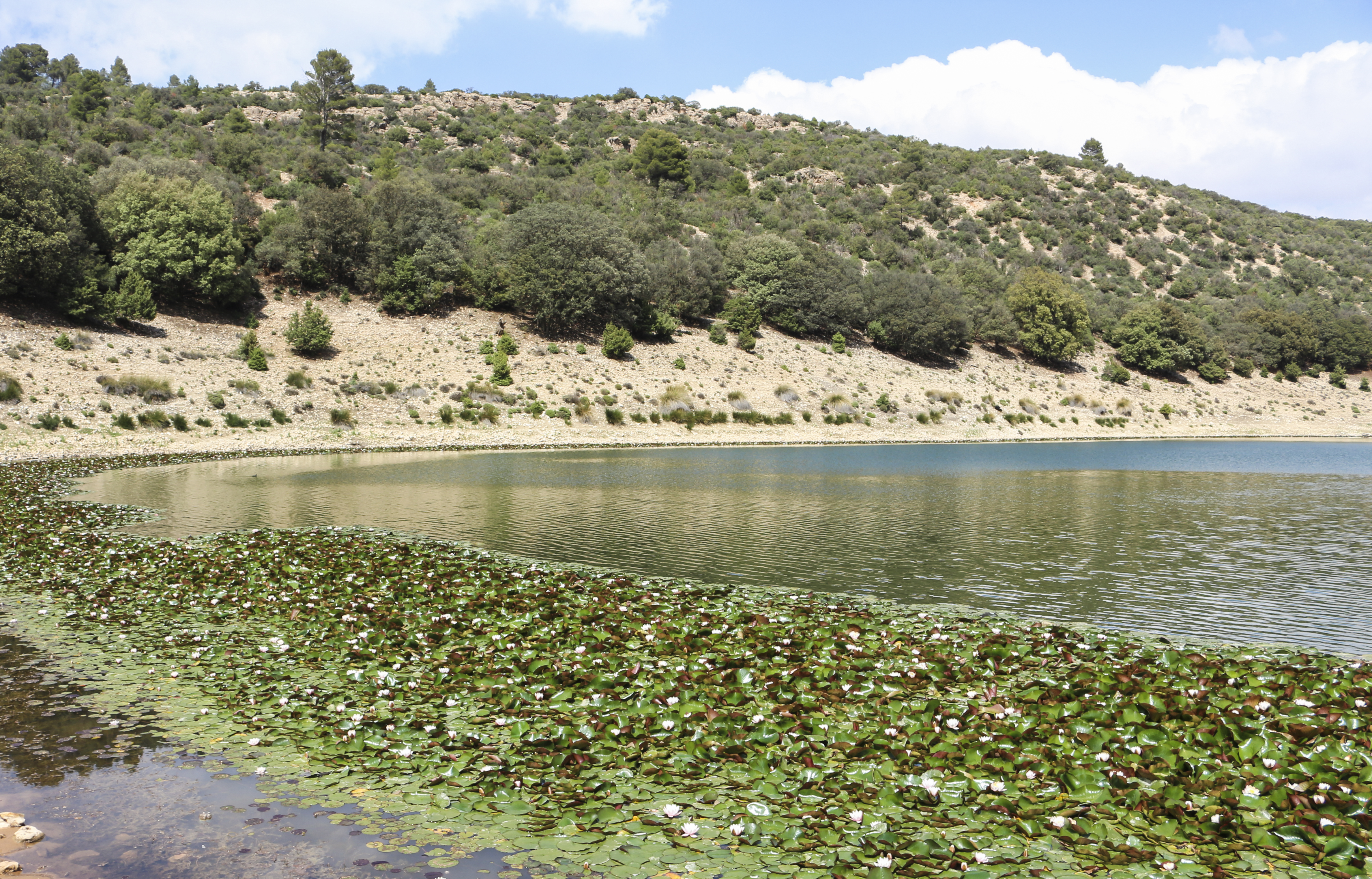
نيلوفر أبيض من بحيرة إيفر بالأطلس المتوسط